# Distretto di Zebak
Il distretto di Zebak è un distretto dell'Afghanistan appartenente alla provincia di Badakhshan. Viene stimata una popolazione di 3 903 abitanti (stima 2016-17).